# Гершельман, Георгий Сергеевич

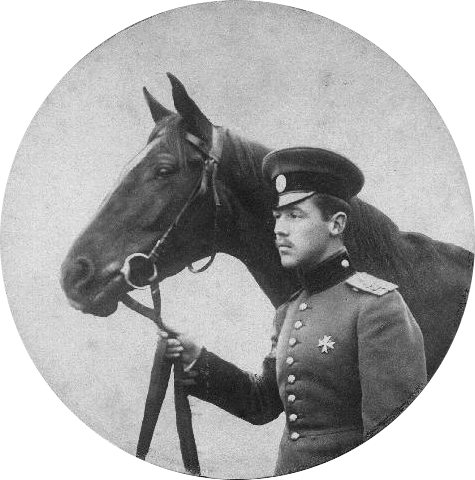

Гео́ргий Серге́евич Гершельман (1888 — 6 (19) августа 1914) — поручик лейб-гвардии Конной артиллерии, герой Первой мировой войны.

## Биография
Православный. Из потомственных дворян Санкт-Петербургской губернии. Второй сын генерала от инфантерии Сергея Константиновича Гершельмана и жены его Александры Васильевны Познанской. Уроженец города Ревеля.
Образование получил в Пажеском корпусе, по окончании которого в 1908 году был выпущен подпоручиком в 1-ю конно-артиллерийскую батарею.
6 августа 1909 года был переведен в лейб-гвардии Конную артиллерию, с которой и вступил в Первую мировую войну. Участвовал в походе в Восточную Пруссию. В бою под Каушеном 6 августа 1914 года принял участие в атаке 3-го эскадрона Конного полка под командованием ротмистра барона Врангеля на немецкую батарею. Был смертельно ранен. Высочайшим приказом от 13 октября 1914 года посмертно был удостоен ордена Святого Георгия 4-й степени
За то, что лично вызвавшись показать эскадрону Конной гвардии место нахождения неприятельской батареи, принял участие в атаке, способствовал взятию с боя двух орудий, причём убит последним данным в упор выстрелом.
Был похоронен в фамильном склепе Гершельманов на Никольском кладбище Александро-Невской лавры (местонахождение склепа утеряно).